# Pallisentis golvani
Pallisentis golvani är en hakmaskart som beskrevs av Troncy och Vassiliades 1973. Pallisentis golvani ingår i släktet Pallisentis och familjen Quadrigyridae. Inga underarter finns listade i Catalogue of Life.